# Neunerrest
Der Neunerrest einer ganzen Zahl {\displaystyle n\in \mathbb {Z} } ist der Rest {\displaystyle \in \mathbb {N} _{0}}, den sie bei Division durch 9 lässt, also eine der neun natürlichen Zahlen 0, 1, 2, 3, 4, 5, 6, 7 oder 8.
{\displaystyle {\text{Neunerrest von }}n=n{\bmod {9}}\quad \in \mathbb {N} _{0}}
Dabei ist {\displaystyle \operatorname {mod} } die Modulo-Funktion, die den Rest einer ganzzahligen Division ermittelt, hier also den Rest von {\displaystyle n:9}.
Dass diesem Divisionsrest ein eigener Name zugesprochen wurde, rührt von seiner Bedeutung für die sogenannte Neunerprobe her.

## Berechnung
Um den Neunerrest einer natürlichen Zahl {\displaystyle n\in \mathbb {N} _{0}} zu ermitteln, berechnet man zuerst die dezimale Quersumme {\displaystyle q(n)} dieser Zahl, anschließend die Quersumme dieser Quersumme, also {\displaystyle q(q(n))}, und so weiter, bis die iterierte Quersumme {\displaystyle q(\dotso q(q(n))\dotso )} einstellig ist. Falls sich dabei 9 ergibt, wird 9 durch 0 ersetzt, denn der Neunerrest von 9 ist wegen {\displaystyle 9=1\cdot 9+0} („9 dividiert durch 9 ist gleich 1, Rest 0“) nicht gleich 9, sondern gleich 0.
Dieser Berechnungsweg des Neunerrests lässt sich auch auf negative Zahlen ausdehnen, indem man für die Quersumme die Beziehung
{\displaystyle q(-n)=-q(n)}
heranzieht.
Man kann eventuell auftretende negative Neunerreste in positive Reste überführen, indem man (gegebenenfalls auch mehrmals) 9 addiert.
Somit kann eine Verallgemeinerung der Neunerrest-Berechnung auf die Menge der ganzen Zahlen {\displaystyle \mathbb {Z} } erreicht werden.

### Beispiele
- n = 5387: q(5387) = 5 + 3 + 8 + 7 = 23; q(23) = 2 + 3 = 5. Der Neunerrest von 5387 ist 5.
- n = 5643: q(5643) = 5 + 6 + 4 + 3 = 18; q(18) = 1 + 8 = 9. Der Neunerrest von 5643 ist 0.
- n = –418: q(–418) = –q(418) = –(4 + 1 + 8) = –13; q(–13) = –q(13) = –(1 + 3) = –4; negatives Ergebnis, also 9 hinzuaddieren: –4 + 9 = 5. Der Neunerrest von –418 ist 5.
- n = +418: q(418) = 4 + 1 + 8 = 13; q(13) = 1 + 3 = 4. Der Neunerrest von +418 ist hingegen 4.

## Eigenschaften

### Satz
Es gilt, dass stets eine (ohne Rest) durch 9 teilbare Zahl entsteht, wenn man von einer natürlichen Zahl {\displaystyle n} deren Quersumme {\displaystyle q(n)} subtrahiert:
{\displaystyle \forall n\in \mathbb {N} _{0}\colon \quad {\frac {n-q(n)}{9}}\in \mathbb {N} _{0}}

### Beispiel 1
{\displaystyle {\frac {23456789-q(23456789)}{9}}={\frac {23456789-(2+3+4+5+6+7+8+9)}{9}}={\frac {23456789-44}{9}}={\frac {23456745}{9}}=2606305}

### Herleitung
Mit der dezimalen Zifferndarstellung
{\displaystyle n=\sum _{k=0}^{m-1}10^{k}\cdot z_{k}=z_{0}+10\cdot z_{1}+100\cdot z_{2}+\dotsb +10^{m-1}\cdot z_{m-1}}
und der Quersumme
{\displaystyle q(n)=\sum _{k=0}^{m-1}z_{k}=z_{0}+z_{1}+z_{2}+\dotsb +z_{m-1}}
einer  m-stelligen natürlichen Zahl {\displaystyle n} ergibt sich
{\displaystyle {\begin{aligned}n-q(n)&=\sum _{k=0}^{m-1}10^{k}\cdot z_{k}-\sum _{k=0}^{m-1}z_{k}\\&=\sum _{k=0}^{m-1}\left(10^{k}\cdot z_{k}-z_{k}\right)\\&=\sum _{k=0}^{m-1}\left(10^{k}-1\right)\cdot z_{k}\\&=0\cdot z_{0}+9\cdot z_{1}+99\cdot z_{2}+999\cdot z_{3}+\dotsb +(10^{m-1}-1)\cdot z_{m-1}.\end{aligned}}}
Hieraus folgt nach Division durch 9
{\displaystyle {\frac {n-q(n)}{9}}=\sum _{k=1}^{m-1}R_{k}\cdot z_{k}=1\cdot z_{1}+11\cdot z_{2}+111\cdot z_{3}+\dotsb +R_{m-1}\cdot z_{m-1}.}
Dabei ist
{\displaystyle R_{k}:={\frac {10^{k}-1}{9}}={\frac {\overbrace {99\dotso 9} ^{k{\text{ Ziffern}}}}{9}}=\overbrace {11\dotso 1} ^{k{\text{ Ziffern}}}}, mit {\displaystyle k\in \mathbb {N} },
die {\displaystyle k}-te Repunit (im Dezimalsystem), ihre {\displaystyle k} Ziffern sind alle gleich 1.

### Beispiel 2
Bei {\displaystyle n=5432} ist {\displaystyle z_{0}=2}, {\displaystyle z_{1}=3}, {\displaystyle z_{2}=4} und {\displaystyle z_{3}=5}. 5 ist also tausendmal, 4 hundertmal, 3 zehnmal und 2 einmal enthalten. Zieht man die Quersumme ab, bleiben {\displaystyle 999\cdot 5}, {\displaystyle 99\cdot 4}, {\displaystyle 9\cdot 3} und {\displaystyle 0\cdot 2} übrig, was offensichtlich sowohl einzeln als auch in Summe ohne Rest durch 9 teilbar ist:
{\displaystyle 5432-5-4-3-2=\sum _{k=0}^{3}\left(10^{k}-1\right)\cdot z_{k}=0\cdot 2+9\cdot 3+99\cdot 4+999\cdot 5=9\cdot (1\cdot 3+11\cdot 4+111\cdot 5)=9\cdot 602}

## Andere Stellenwertsysteme
Das oben beschriebene Verfahren zur Ermittlung des Neunerrests ist nur im Dezimalsystem gültig. Für andere Stellenwertsysteme gibt es aber eine analoge Regel: An die Stelle von 9 tritt dort die größte Ziffer des Systems, also die um 1 verminderte Basis des Stellenwertsystems. Im Hexadezimalsystem wird daher mit F16 (= dezimal 15) gerechnet, im Oktalsystem mit 78. Man spricht dann vom hexadezimalen „F-Rest“ oder 15er-Rest bzw. vom oktalen 7er-Rest.

### Beispiele im Hexadezimalsystem
- n = AD37E9: q(AD37E9) = A + D + 3 + 7 + E + 9 = 38; q(38) = 3 + 8 = B. Der hexadezimale „F-Rest“ (auch 15er-Rest genannt) von AD37E9 ist gleich B.
- n = 210F84: q(210F84) = 2 + 1 + 0 + F + 8 + 4 = 1E; q(1E) = 1 + E = F; aus F wird 0. Der hexadezimale „F-Rest“ von 210F84 ist gleich 0.

### Beispiele im Oktalsystem
- n = 17365: q(17365) = 1 + 7 + 3 + 6 + 5 = 26; q(26) = 2 + 6 = 10; q(10) = 1 + 0 = 1. Der oktale 7er-Rest von 17365 ist gleich 1.
- n = 52016734: q(52016734) = 5 + 2 + 0 + 1 + 6 + 7 + 3 + 4 = 34; q(34) = 3 + 4 = 7; aus 7 wird 0. Der oktale 7er-Rest von 52016734 ist gleich 0.